# Allard Kalff
Allard Kalff (Beverwijk, 1 augustus 1962) is een Nederlands presentator en voormalig autocoureur.

## Racecarrière

### Formuleracing
Kalff begon zijn carrière in 1980 in het Benelux kampioenschap Formule Ford in 1982 reed hij in de Formule Ford Euroseries. Hij haalde dat jaar geen successen en werd zesentwintigste. Ook racete hij in de Nederlandse Formule Ford. In 1989 ging hij naar de Formule Opel Lotus Benelux. Peter Kox won het kampioenschap en Allard werd achtste. Kalff racete in de Formule Opel Lotus Nations Cup in 1990, samen met Marcel Albers. Ze werden veertiende. Hierna ging hij naar de Formule 3, tijdens de Masters of Formula 3 werd hij zesentwintigste in een Ralt RT36; Pedro Lamy won de race. In 2000 maakte Kalff nog een korte comeback in de formulewagens. Tijdens een gastrace van de Euroseries 3000 stapte hij in een Lola T96/50 maar viel uit tijdens de race.

### Tourwagens
In 1990 maakte Kalff de overstap van formuleracing naar tourwagens. Hij racete in de Europese Renault Clio Cup, hier werd hij achtste. Hierna ging hij racen op nationaal niveau in het DTCC met een Alfa Romeo 75 Twin Spark (samen met teamgenoot Frans Vörös). Vanaf 1994 reed Kalff met een Alfa Romeo 33 en een Alfa Romeo 155. In 1998 kwam Kalff uit in het DTCC, bij Dutch Carisma Racing met een Mitsubishi Carisma GDi. Hij pakte één overwinning en vier podia. Uiteindelijk werd hij derde in het kampioenschap achter Sandor van Es en kampioen Donald Molenaar. Ook in 1999 racete Kalff in het DTCC, bij Cavallino Engineering. Hij pakte nu twee overwinningen en drie podia. Weer werd hij derde, dit keer achter Frans Verschuur en kampioen Cor Euser. In 2000 racete hij weer in het DTCC, nu pakte hij één overwinning en drie podia. Uiteindelijk werd hij zevende. In 2001 racete Kalff vier gastraces in de Formule Chrysler Euroseries. Hij scoorde geen punten. In 2003 reed hij in de Alfa Romeo 147 Cup voor Team Dayzers. In zeven races haalde hij één pole-position maar wist die niet om te zetten in een overwinning of podium finish. Hij werd uiteindelijk elfde in het kampioenschap. Ook reed hij drie races in de Renault Clio Cup en haalde daarbij één keer het podium. In 2004 racete Kalff een volledig seizoen in de Renault Clio Cup en werd achtste. Hij haalde in dat jaar één overwinning en in totaal drie keer het podium. In 2005 werd hij kampioen in de Clio Cup. Ook reed hij een gastrace in de Duitse Volkswagen Polo Cup en één gastrace in de BRL V6. In 2006 ging Kalff racen in de BRL V6 en de BMW 130i Cup. In de BMW 130i Cup ging het hem het beste af: hij belandde één keer op het podium en eindigde als zesde in het kampioenschap. In de BRL V6 werd hij dertiende. 2007 was het jaar dat hij in de BMW 130i Cup racete bij Racing for Holland. Kalff eindigde als twaalfde in het kampioenschap. Hij nam bovendien deel aan een gastwedstrijd tijdens het Nederlands kampioenschap autocross. In 2008 reed hij weer in de BMW 130i Cup. Daarna volgde een gastweekend in het Nederlandse Formule Ford-kampioenschap, Toerwagen Diesel Cup en verving hij Michael Bleekemolen tijdens een raceweekend in de Renault Clio Cup. Ook reed Kalff regelmatig in een Saker Sportscar bij het team van Nandor Trumpi.

## Tv-carrière
Allard Kalff is begonnen als commentator bij Sportnet, waar hij onder andere over de 1ste Indy 500 overwinning uit 1990 van Arie Luyendyk verslag deed. In 1992 was hij de Engelstalige co commentator naast John Watson van de Formule 1 op Eurosport. Dit heeft hij gedaan tot en met 1994. Met racecommentator Olav Mol presenteerde hij sinds 1995 de Formule 1 en de RTL Grand Prix op de zenders van RTL (eerst bij RTL 5, daarna bij RTL 7 met enkele wedstrijden op RTL 4) en was hij de pitreporter. In 2000 besloot Kalff te stoppen met verslaggeven. Hij werd opgevolgd door Jack Plooij, die in de jaren negentig al enkele keren voor Kalff was ingevallen. In 2002 keerde Kalff terug bij RTL en werd vaste studio-analist tijdens de voor- en nabeschouwing.  Eind 2003 had SBS6 de televisierechten voor de Formule 1 gekregen; Mol en Plooij verhuisden mee naar deze tv-zender. Kalff bleef echter bij RTL. In 2007 kwamen de Formule 1-races weer terug bij RTL (ditmaal uitgezonden op de tv-zender RTL 7) en ging Kalff weer aan de slag als pitreporter. Vanaf 2008 ging Kalff niet meer mee naar de circuits als pitreporter, maar werd hij vaste studio-analist tijdens de voor-en nabeschouwing. Hierbij heeft hij bij de Grand Prix van Hongarije 2008 en de Grand Prix van Brazilië 2009 het commentaar van de race verzorgd wegens privéomstandigheden van Olav Mol. De uitzendrechten kwamen in 2013 in handen kwamen van de Nederlandse betaal-tv-dienst Sport1. Olav Mol verhuisde mee maar Kalff bleef bij RTL. Sinds 2015 is de Formule 1 naar Ziggo Sport verhuisd en doet Jack Plooij vanaf 2016 weer de pitreports. In maart 2022 maakt Kalff weer zijn rentree als commentator bij Viaplay, waar hij het commentaar gaat verzorgen bij de Formule 2 en tijdens de vrije trainingen van de Formule 1.
Tevens is Kalff presentator (geweest) van televisieprogramma's als Gevaar op de weg, Gevaar op het water en RTL Autowereld. Kalff is ook presentator van de Dakar Rally en pitreporter tijdens de 24 uur van Le Mans op RTL 7.

## Tv-presentaties
- RTL GP
- Gevaar op de weg
- Gevaar op het water
- RTL Autowereld